# Nalbach
Nalbach là một đô thị ở huyện Saarlouis, bang Saarland, Đức. Đô thị Nalbach có diện tích 22,43 km². Đô thị này có cự ly khoảng 8 km về phía đông bắc của Saarlouis, và 20 km về phía tây bắc của Saarbrücken.